# Francesco Modesto
Francesco Modesto (ur. 16 lutego 1982 w Crotone) – włoski piłkarz występujący na pozycji lewego obrońcy lub lewego pomocnika, a także trener.

## Kariera klubowa
Francesco Modesto zawodową karierę rozpoczął w 2001 w zespole Vibonese Calcio. Rozegrał tam osiemnaście meczów, po czym przeniósł się do drugoligowej Cosenzy. Modesto spędził w niej tylko jeden sezon, po czym w 2002 trafił do US Palermo. W ekipie „Aquile” nie umiał jednak przebić się do podstawowej jedenastki i pełnił rolę rezerwowego. Francesco nie satysfakcjonowało siedzenie na ławce i w styczniu 2004 został wypożyczony do Ascoli. W drużynie „Picchio” przez pięć miesięcy rozegrał dziewiętnaście spotkań. Zrobił w nich dobre wrażenie na działaczach, którzy zdecydowali się wykupić włoskiego obrońce na stałe. W sezonie 2004/2005 Modesto również był podstawowym zawodnikiem linii defensywnej Ascoli i wystąpił w 41 pojedynkach.
W sierpniu 2005 Francesco na zasadzie współwłasności trafił do Regginy. 28 sierpnia w przegranym 0:3 meczu z Romą zadebiutował w rozgrywkach Serie A. Od początku pobytu w Regginie włoski obrońca był podstawowym piłkarzem w ekipie ze Stadio Oreste Granillo. W 2006 działacze Regginy wykupili go z Palermo na stałe. 13 kwietnia 2008 Modesto zanotował swój setny ligowy występ dla drużyny „Amaranto”, a ta wygrała 1:0 z Sampdorią.
Latem 2008 Modesto za cztery i pół miliona euro odszedł do Genoi. W nowym klubie po raz pierwszy wystąpił 31 sierpnia w przegranym 0:1 spotkaniu z Catanią. 21 stycznia 2010 został wypożyczony na pół roku do Bologny i po sezonie wrócił do Genoi. W 2011 roku przeszedł do Parmy. Następnie występował w Pescarze, Padovie, Crotone oraz Rende, gdzie w 2017 roku zakończył karierę.

## Kariera reprezentacyjna
Modesto ma za sobą trzy występy w reprezentacji Włoch do lat 20, w której zadebiutował 5 grudnia 2001 w wygranym 4:1 pojedynku przeciwko Niemcom. Wcześniej dostał powołanie do kadry do lat 21 na mecz z Węgrami, jednak ostatecznie w nim nie wystąpił.